# 인적공동기업
인적공동기업이란 기업에 속한 기업인들끼리 협동하여 운영하는 기업을 가리키는 단어이다.

## 정의
인적공동기업은 소수인이 협동하여 금액을 출자하고 경영하는 것이 가장 일반적이다. 대체적으로 사기업과 장단점을 공유하지만 사기업과 다른 장단점으론 사기업에 비해 보다 다액의 자본을 가질 수 있고 경영 기능을 분담할 수 있는 장점을 가지고 있으며 그에 비례한 반면에는 여러 사람이 운영하는 구조를 가지기 때문에 상호간에 제약을 받게 되어 협동이 곤란해지는 단점을 가지고 있다. 인적공동기업은 대체적으로 합명회사에 속하며 혼합적공동기업과 함께 중소기업에게 제일 적합한 기업의 형태를 가지고 있다.

## 같이 보기
- 기업
- 중소기업
- 대기업